# Raise the Red Lantern
Dà Hóng Dēnglóng Gāogāo Guà (xinès simplificat 大红灯笼高高挂, xinès tradicional 大紅燈籠高高掛 literalment: Penja alt el gran fanal vermell; títol internacional: Raise the Red Lantern) és una producció cinematogràfica xinesa de 1991, dirigida per Zhang Yimou i protagonitzada per Gong Li.
Es tracta d'una adaptació de Ni Zhen de la novel·la de 1990 Esposes i concubines de Su Tong. La pel·lícula va ser posteriorment adaptada a un ballet, dirigit pel mateix Zhang Yimou per al Ballet Nacional de la Xina.
La pel·lícula narra la història d'una dona jove que es converteix en una de les concubines d'un ric senyor de la guerra durant la dècada de 1920. És notable per la seva opulència visual i el sumptuós ús dels colors primaris. La pel·lícula va ser filmada en el Complex de Qiao, en l'antiga ciutat de Pingyao, a la província de Shanxi. A pesar que el guió va ser aprovat per la censura xinesa la versió final de la mateixa va ser prohibida a la Xina durant un breu període. Alguns crítics de cinema han interpretat que la pel·lícula amaga una al·legoria vetllada de crítica a l'autoritarisme del Partit Comunista de la Xina. D'altra banda, s'ha acreditat a la popularitat de la producció l'incrementar el turisme a la Xina després de l'aïllament que va sofrir el país després de la resposta del Govern a les Protestes de la plaça de Tian'anmen de 1989.
La pel·lícula es va finançar amb fons provinents de Taiwan i Hong Kong, on hi havia una gran expectació pel cinema de qualitat que s'estava produint a la Xina continental des de la dècada dels 80.
Com a màxim exponent de la Cinquena Generació de cineastes xinesos, Zhang Yimou va aconseguir amb aquesta pel·lícula un equilibri que va traspassar fronteres en basar la seva idea de realisme en els recursos visuals i sonors del llenguatge cinematogràfic, un estil que rebria el nom de plastic expression (expressió plàstica, en anglès).

## Argument
La pel·lícula se situa a la Xina dels anys 20, durant l'era dels senyors de la guerra, anys abans de la guerra civil xinesa. La jove Songlian (頌蓮, Gong Li), el pare del qual ha mort recentment deixant a la família en fallida, es veu obligada a abandonar la universitat i convertir-se en la "quarta esposa" (més aviat la quarta concubina) de la casa de Chen. Una vegada arriba a la residència palatina, els criats li fan un massatge als peus i encenen llanternes vermelles per a anunciar la visita nocturna del seu marit (Ma Jingwu), el senyor de la casa. Songlian aviat descobreix que no totes les concubines de la casa reben el mateix tractament. De fet, el senyor decideix diàriament on dormirà cada nit, iniciant així el ritu del massatge i les llanternes, i una major atenció per part dels criats. Forçades a competir entre elles, les tres concubines tracten contínuament de guanyar-se l'atenció i l'afecte del marit.
La primera senyora, Yuru (Jin Shuyuan), sembla tan vella, si no més, que el propi senyor. Havent-li donat un fill dècades abans, està resignada a viure la seva vida oblidada. La segona senyora, Zhuoyun (Cao Cuifen), aviat es fa amiga de Songlian, lloant la seva bellesa i joventut, i regalant-li seda. Zhuoyun també l'adverteix contra la tercera senyora, Meishan (He Caifei), la qual havia estat cantant d'òpera. Meishan, havent estat la favorita abans de l'arribada de Songlian, es fingeix malalta i fa tot el possible per recuperar l'atenció del seu senyor. Amb el temps, però, Songlian s'adona que deu més aviat desconfiar de la segona esposa, que «posseeix la cara d'un Buda i el cor d'un escorpí».
Songlian es fingeix embarassada, tractant d'atreure l'atenció del marit (i, al mateix temps, tractant de quedar-se de debò embarassada). Zhuoyun, no obstant això, aliada amb la criada personal de Songlian, Yan'er (燕兒, Kong Lin) aconsegueix trobar unes calces tacades de sang menstrual, i fingint preocupar-se per la salut de Songlian, demana que acudeixi el metge de la família, el doctor Gao (Cui Zhigang), qui està mantenint una relació il·lícita amb la tercera esposa Meishan. El doctor Gao examina Songlian i anuncia que l'embaràs és un frau. Furiós per l'atreviment de la seva quarta esposa, el senyor Chen ordena que les llanternes de la casa de Songlian siguin cobertes amb teles negres. Culpant Yan'er de l'ocorregut, Songlian revela que l'habitació de la seva criada estava plena de llanternes vermelles, mostrant que Yan'er (qui havia mantingut relacions amb el senyor de la casa) somiava amb ser una senyora en comptes d'una simple criada.
Yan'er és obligada a romandre de genolls sobre la neu mentre veu cremar les llanternes del seu dormitori fins que demani perdó, però desafiadora, es nega a fer-ho, i en arribar la nit es desmaia i emmalalteix, i finalment mor després de ser traslladada a l'hospital. Songlian decideix que serà més feliç en solitud. No obstant això, comença a deprimir-se i a parlar de suïcidi.
El dia del seu vintè aniversari, Songlian s'emborratxa i revela l'adulteri de la tercera esposa amb el doctor Gao a Zhuoyun, qui ordena als criats que els busquin, i els troben junts. Seguint la tradició de la família, els criats porten Meishan a una habitació solitària en la teulada i la pengen. Songlian, amagada, és testimoni de tot això i queda traumatitzada.
L'estiu següent, el senyor Chen s'ha casat amb una altra jove concubina, qui pregunta qui és la dona que camina sense rumb per l'enclavament, com si estigués boja,i la criada li respon que es tracta de la quarta esposa, Songlian.

## Repartiment
- Gong Li - Songlian (S:颂莲, T:頌蓮, P: Sònglián), la quarta esposa (四太太 Sì tàitai)
- He Saifei - Meishan (C:梅珊, P: Méishān), la tercera esposa (三太太 Sān tàitai)
- Cao Cuifen - Zhuoyun (S:卓云, T:卓雲, P: Zhuóyún), la segona esposa (二太太 Èr tàitai)
- Kong Lin - Yan'er (S: 雁儿, T: 雁兒, P: Yàn'ér), jove serventa de Songlian
- Zhou Qi - majordom Chen Baishun (S: 陈百顺, T: 陳百順, P: Chén Bǎishùn)
- Jin Shuyuan - Yuru (C: 毓如, P: Yùrú), la primera esposa (大太太 dà tàitai)
- Ma Jingwu - Chen Zuoqian (S:陈佐千, T: 陳佐韆, Chén Zuǒqiān) o Mestre Chen
- Cui Zhihgang - Doctor Gao (S:高医生, T: 高醫生, P: Gāo-yīshēng)
- Xiao Chu - Feipu (S:飞浦, T: 飛浦, P: Fēipǔ), el fill gran del mestre
- Cao Zhengyin - Antiga serventa de Songlian
- Ding Weimin - Mare de Songlian

## Premis i nominacions
| Premis                                         | Any  | Categoria                               | Receptor                     | Resultat  |
| ---------------------------------------------- | ---- | --------------------------------------- | ---------------------------- | --------- |
| Festival Internacional de Cinema de Venècia    | 1991 | Lleó d'Or                               | Zhang Yimou                  | Guanyador |
| Festival Internacional de Cinema de Venècia    | 1991 | Lleó d'Or                               | Dà Hóng Dēnglóng Gāogāo Guà  | Nominat   |
| Premis Oscar                                   | 1992 | Millor pel·lícula estrangera            | Dà Hóng Dēnglóng Gāogāo Guà  | Nominat   |
| Boston Society of Film Critics                 | 1992 | Millor pel·lícula en llengua estrangera | Dà Hóng Dēnglóng Gāogāo Guà  | Guanyador |
| Premis David di Donatello                      | 1992 | Millor pel·lícula estrangera            | 'Dà Hóng Dēnglóng Gāogāo Guà | Guanyador |
| Premis Guldbagge                               | 1992 | Millor pel·lícula estrangera            | Dà Hóng Dēnglóng Gāogāo Guà  | Nominat   |
| Premis Independent Spirit                      | 1992 | Millor pel·lícula internacional         | Dà Hóng Dēnglóng Gāogāo Guà  | Nominat   |
| Kansas City Film Critics Circle                | 1992 | Millor pel·lícula estrangera            | Dà Hóng Dēnglóng Gāogāo Guà  | Guanyador |
| London Film Critics' Circle                    | 1992 | Millor pel·lícula estrangear de l'any   | Dà Hóng Dēnglóng Gāogāo Guà  | Guanyador |
| Associació de Crítics de Cinema de Los Angeles | 1992 | Millor fotografia                       | Zhao Fei                     | Guanyador |
| Associació de Crítics de Cinema de Los Angeles | 1992 | Millor pel·lícula estrangera            | Dà Hóng Dēnglóng Gāogāo Guà  | Runner-up |
| National Board of Review                       | 1992 | Millor pel·lícula estrangera            | Dà Hóng Dēnglóng Gāogāo Guà  | Top 5     |
| Premi de la National Society of Film Critics   | 1992 | Millor pel·lícula estrangera            | Dà Hóng Dēnglóng Gāogāo Guà  | Guanyador |
| Premi de la National Society of Film Critics   | 1992 | Millor fotografia                       | Zhao Fei                     | Guanyador |
| Premis del New York Film Critics Circle        | 1992 | Millor pel·lícula en llengua estrangera | Dà Hóng Dēnglóng Gāogāo Guà  | Guanyador |
| Premis del New York Film Critics Circle        | 1992 | Millor fotografia                       | Zhao Fei                     | Runner-up |
| Premis AACTA                                   | 1993 | Millor pel·lícula estrangera            | Dà Hóng Dēnglóng Gāogāo Guà  | Nominat   |
| Union de la critique de cinéma                 | 1993 | Grand Prix                              | Dà Hóng Dēnglóng Gāogāo Guà  | Guanyador |
| Premi BAFTA                                    | 1993 | Millor pel·lícula en llengua no anglesa | Dà Hóng Dēnglóng Gāogāo Guà  | Guanyador |
| Premis de les Cent Flors                       | 1993 | Millor Pel·lícula                       | Dà Hóng Dēnglóng Gāogāo Guà  | Guanyador |
| Premis de les Cent Flors                       | 1993 | Millor Actriu                           | Gong Li                      | Guanyador |